# Hermann Schäfer (Politiker, 1892)

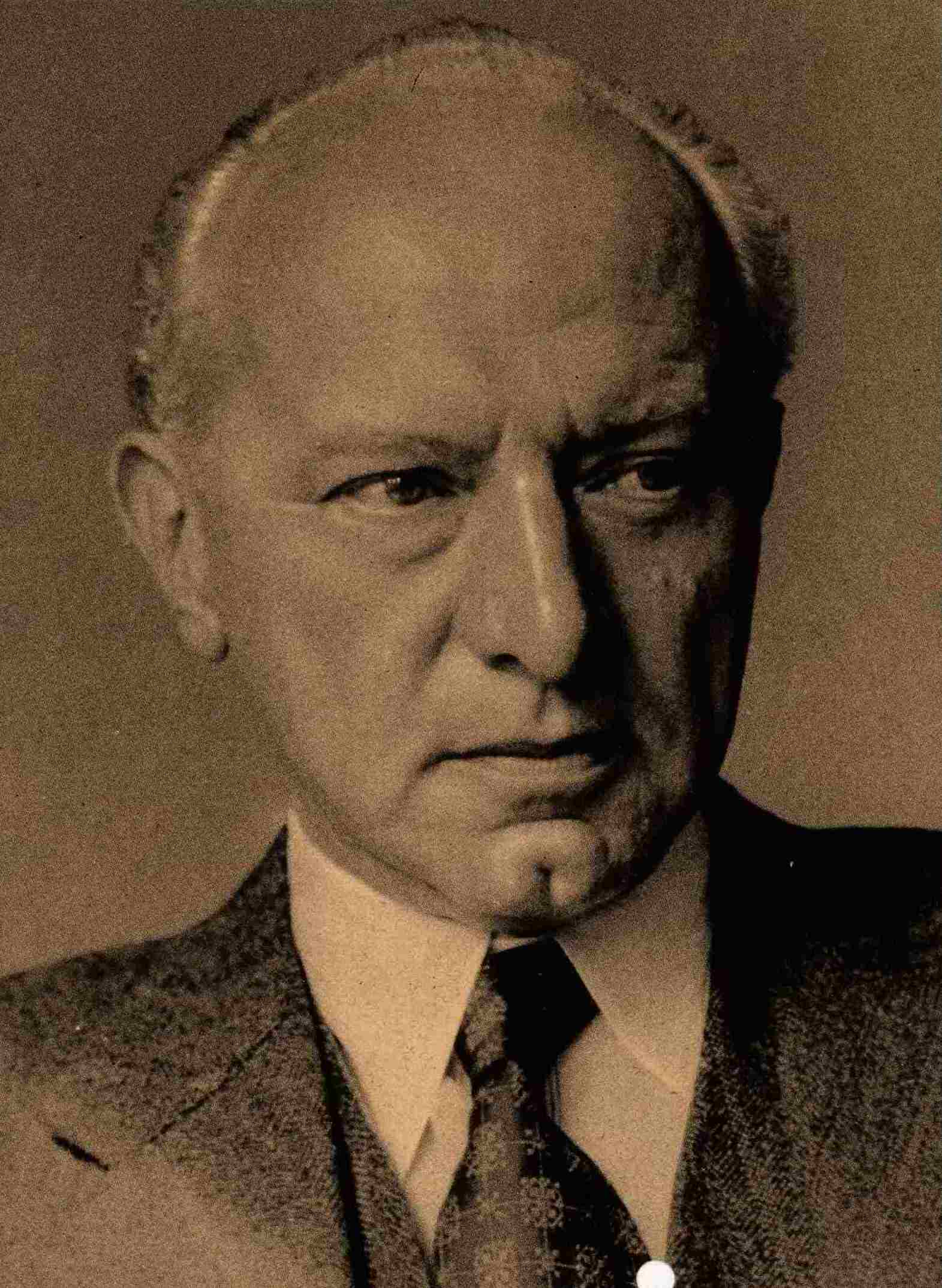
Hermann Schäfer

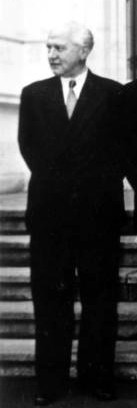
Schäfer bei der Vorstellung des neuen Kabinetts (1953).

Hermann Rudolf Schäfer (* 6. April 1892 in Remscheid; † 26. Mai 1966 in Bad Godesberg) war ein deutscher Politiker (DDP, FDP, Freie Volkspartei, DP). Von 1953 bis 1956 war er Bundesminister für besondere Aufgaben.

## Ausbildung und Beruf
Nach dem Abitur 1910 absolvierte der Fabrikantensohn Schäfer ein Studium der Staats- und Wirtschaftswissenschaften und der Zeitungskunde in Leipzig und Heidelberg, welches er 1914 mit der Promotion zum Dr. phil. und einer Dissertation zum Thema „Die Presse der deutschen Arbeiterbewegung“ beendete. Während seines Studiums wurde er 1910 Mitglied der SBV Nordalbingia Leipzig und 1911 der Schwarzburgbund-Verbindung Hercynia Heidelberg. Er war noch kurze Zeit als Redakteur tätig und nahm dann von 1914 bis 1918 als Soldat am Ersten Weltkrieg teil. Nach der Entlassung aus der Kriegsgefangenschaft 1920 fungierte er bis 1934 als Geschäftsführer, später als geschäftsführendes Vorstandsmitglied der Vereinigung der leitenden Angestellten (Vela). Ab 1935 war er sodann bei der Hanseatischen Ersatzkasse von 1826 als Angestellter tätig; 1946 wurde er deren Leiter. Während des Zweiten Weltkrieges war er Hauptmann der Reserve beim Generalbevollmächtigten für technische Nachrichtenmittel (GBN) in Berlin.

## Partei
Bereits vor dem Ersten Weltkrieg war Schäfer Mitglied der linksliberalen Fortschrittlichen Volkspartei geworden. Aus der Kriegsgefangenschaft entlassen, trat er 1920 in die Deutsche Demokratische Partei (DDP) ein, deren Reichsvorstand er von 1925 bis 1932 angehörte.
Nach dem Ende des Zweiten Weltkriegs beteiligte sich Schäfer im September 1945 an der Gründung der Partei Freier Demokraten, die zum Landesverband Hamburg der FDP werden sollte. 1946 wurde er zum Stellvertretenden Vorsitzenden des FDP-Landesverbandes Hamburg gewählt. 1947 erfolgte die Wahl zum Stellvertretenden Vorsitzenden der FDP in der Britischen Besatzungszone. Von 1950 bis 1955 war er Stellvertretender Bundesvorsitzender der FDP; dem FDP-Bundesvorstand gehörte er von 1949 bis 1955 an. Obwohl er als Exponent des linken Flügels galt, trat er am 23. Februar 1956 mit der sog. Euler-Gruppe, die ansonsten eher dem rechten Parteiflügel zugerechnet wurde, aus der FDP aus und wurde Mitbegründer der FVP, die sich bereits nach einem Jahr mit der DP vereinigte. 1961 kehrte er zur FDP zurück.

Grundgesetz mit Schäfers Unterschrift Unten

## Abgeordneter
Schäfer war von 1925 bis 1932 Mitglied der Kölner Stadtverordnetenversammlung und war dort ab 1929 Fraktionsvorsitzender der DDP. Ab 1947 war er Mitglied des Zonenbeirates für die Britische Besatzungszone und 1948/49 des Parlamentarischen Rates und dessen Vizepräsident. In dieser Eigenschaft fertigte er am 23. Mai 1949 zusammen mit Konrad Adenauer und Adolph Schönfelder das Grundgesetz aus; die Verfassungsurkunde trägt also seine Unterschrift.
Schäfer leitete die Kommission des Parlamentarischen Rates, die prüfen sollte, welche der vier Bewerberstädte (Bonn, Frankfurt am Main, Kassel oder Stuttgart) den vorläufigen Sitz der Bundesorgane erhalten sollte. Die Kommission schlug dem Parlamentarischen Rat vor, sich zwischen Bonn und Frankfurt zu entscheiden, Kassel und Stuttgart wurden für ungeeignet befunden.
Von 1949 bis 1957 war Schäfer Mitglied des Deutschen Bundestages und von 1949 bis 1953 dessen Vizepräsident. Darüber hinaus war Schäfer von 1950 bis 1953 auch Mitglied der Parlamentarischen Versammlung des Europarates. Außerdem war er vom 12. September 1949 bis 10. Januar 1951 sowie vom 6. Mai 1952 bis 1953 Vorsitzender der FDP-Bundestagsfraktion, in der Zwischenzeit deren stellvertretender Vorsitzender.
Am 23. Februar 1956 verließ Schäfer gemeinsam mit der so genannten „Euler-Gruppe“ die FDP-Bundestagsfraktion und gehörte dem Bundestag zunächst als fraktionsloser Abgeordneter an. Am 15. März 1956 wurde er Mitglied der von der Euler-Gruppe gebildeten „Demokratischen Arbeitsgemeinschaft“, die sich am 26. Juni 1956 in „FVP-Bundestagsfraktion“ umbenannte und am 14. März 1957 schließlich mit der DP die DP/FVP-Fraktion bildete.
Hermann Schäfer ist 1949 über die Landesliste Hamburg und 1953 als direkt gewählter Abgeordneter des Wahlkreises Hamburg IV in den Bundestag eingezogen.

## Öffentliche Ämter

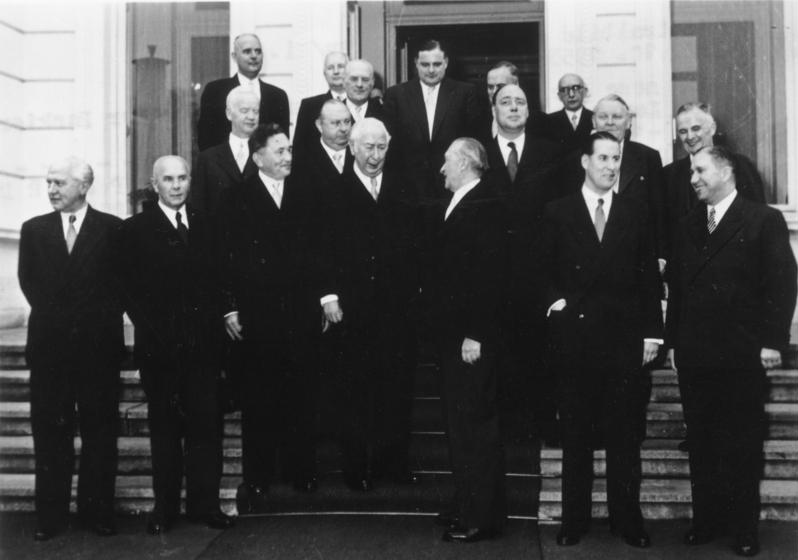
Hermann Schäfer (1. Reihe ganz links) im Kabinett Adenauer II

Vom 20. Oktober 1953 bis zum 16. Oktober 1956 amtierte Schäfer in der von Bundeskanzler Konrad Adenauer geführten Bundesregierung als Bundesminister für besondere Aufgaben und zuständig für den deutschen Mittelstand.
1957 wurde Schäfer zum Bundesbeauftragten für Fragen der Angestellten und freien Berufe ernannt.

## Sonstiges Engagement
Von 1962 bis 1967 war er Mitglied des Beirats der Friedrich-Naumann-Stiftung. Schäfer war von 1964 bis 1966 Vorsitzender der Gesellschaft für die Freiheit – Freunde und Förderer der Friedrich-Naumann-Stiftung.

## Ehrungen
- 1956: Großkreuz des Verdienstordens der Bundesrepublik Deutschland